# Tavşan (otok)
Tavşan (doslovno "zečji otočić") je crnomorski otočić u Turskoj. Ime je dobio po otočkim zečevima.
Otočić se nalazi sjeverno od Amasre u pokrajini Bartın.
Postoje ruševine crkve u obliku križa na otoku iz doba okupacije Republike Genove u srednjem vijeku. Trenutno je otok nenaseljen. No česti su posjetitelji s kopna jer se vjeruje da bolesnici koji prođu kroz procjep stijena na sjeveroistočnom dijelu otoka brzo ozdrave.